# Atrichopogon obscuripes
Atrichopogon obscuripes är en tvåvingeart som beskrevs av John William Scott Macfie 1933. Atrichopogon obscuripes ingår i släktet Atrichopogon och familjen svidknott. Inga underarter finns listade i Catalogue of Life.